# Lilienkreuz

Lilienkreuz

Beim Lilienkreuz sind alle vier Kreuzungsarme mit der meist oberhalben stilisierten Lilie besetzt und bilden direkt das Kreuz. Weil die Lilie, die einem Stab aufsitzt, Gleve – von der Stangenwaffe Glefe – genannt wird, spricht man auch von Glevenkreuz. Ob es als solches beschrieben wird, ist weniger eine Frage der genauen Darstellung, sondern der Herkunft oder Bedeutung des Zeichens. Besondere Anwendung findet das Lilienkreuz in der Heraldik. Hier ist es als gemeine Figur bekannt.

## Formen und Geschichte
In der christlichen Bedeutung steht diese Form der stilisierten Lilie wegen der dreifachen Trennung für die Dreifaltigkeit.
Die Form des mittleren Blatts reicht von länglich-lanzettfömig floral ausgeprägt Blattformen in Bezug auf die Blüte der Lilien, mit weit zurückgeschlagenen Seitenblättern, bis hin zu den der Klinge der Glefe nachgestalteten Formen, und kann auch durch Formen wie ein Kreuz ersetzt sein.

### Ritterorden
Als Ordenszeichen ist es 1156 für einen kastilischen Militärorden gestiftet worden. Es ist der Ritterorden von Alcantara. Dieses Kreuz ist grün gefärbt. Das Kreuz Orden von Calatrava ist rot gefärbt. Beide Kreuze werden auch mit dem Ordensnamen bezeichnet: Calatravakreuz und Alcantarakreuz.

Alcántaraorden
Orden von Calatrava
Ordem Avis
Konstantinorden

### Inquisition und Kirchenheraldik

Crux Dominicana, Dominikanerkreuz

Seit dem 14. Jahrhundert war es das Emblem der Inquisition und geht von dort auch etwa auf das Wappen der Dominikaner über (die daneben das Mantelwappen, die Spitze, verwenden). Das Dominikanerkreuz ist im heraldischen Sinn ein geständertes Lilienendenkreuz.

### Abwandlungen
- Ist ein Kreuzarm gespitzt, bezeichnet man es mit Liliensteckkreuz, etwa in rot das Jakobskreuz. Der die Spitze bildende Arm zeigt nach unten und ist häufig gegenüber den übrigen Armen bedeutend länger.
- Wird das Kreuz als Schragen gelegt, wird es zum Lilienschrägkreuz.
- Werden die Kreuzarme verlängert, entsteht das Lilienendenkreuz. Hier sind die stilisierten Lilien nur an den Kreuzenden als Zier.
- Im Lilienkreuz gehen die Armenden überwiegend in die drei oberen Blätter der Lilie ohne Band über, mit Band im Wappen von Broitzem und der Verbandsgemeinde Südeifel. Ein Kreuz mit vollständigen Lilien findet sich im Wappen derer von Broizem.

## Beispiele

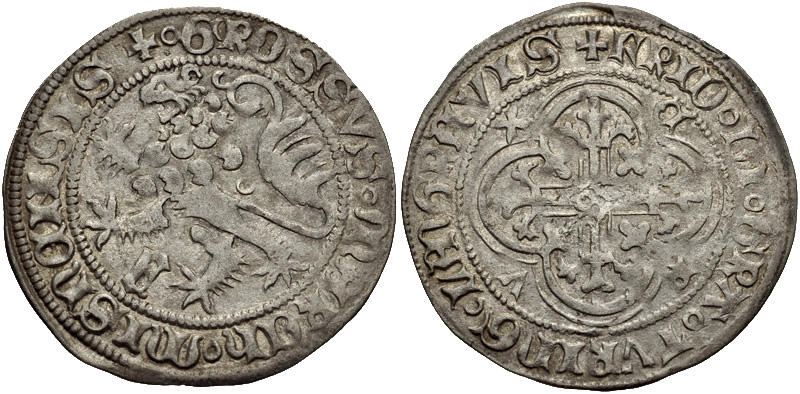
Auf Meißner Groschen der Münzstätte Freiberg
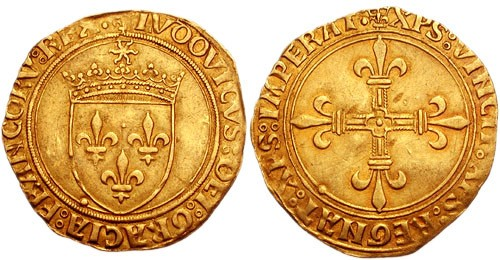
Auf Écu au soleil, Paris, 1498
Broitzem
In den Kreiswappen von Erkelenz
und Heinsberg
Gundelsheim (Oberfranken): Glevenrad und Mühlrad
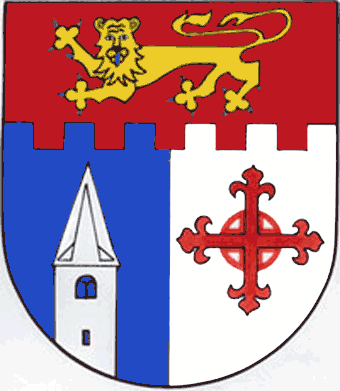
Hilgenroth
Plankstadt
Verbandsgemeinde Südeifel
Bad Blumau
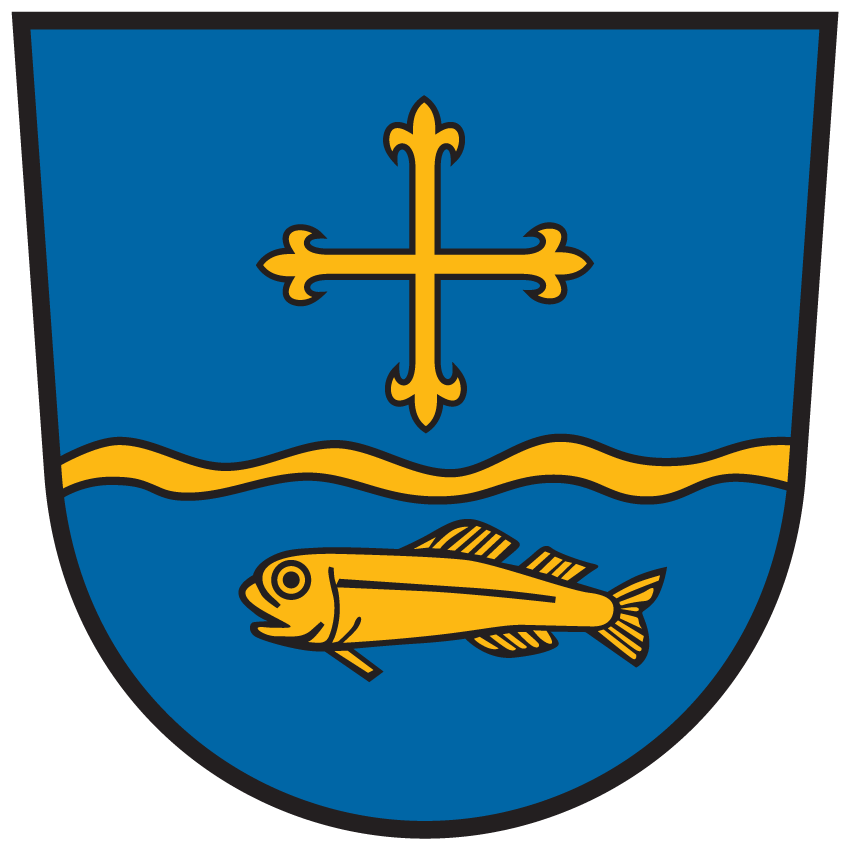
Maria Wörth
Plüderhausen